# Ushahidi
Ushahidi, Inc. (suaíli para "testemunho" ou "testemunha") é uma empresa de software sem fins lucrativos que desenvolve software livre e "open-source" para a coleta de informações, visualização e mapeamento interativo. Ushahidi criou um site na sequência da disputada eleição presidencial do Quênia 2007 que recolheu relatórios de testemunha ocular de violência comunicados por e-mail e mensagem de texto e colocou a informação em um mapa do Google Maps.